# Нено (Ђенова)
Нено је насеље у Италији у округу Ђенова, региону Лигурија.
Према процени из 2011. у насељу је живело 121 становника. Насеље се налази на надморској висини од 582 м.